# Prunus kotschyi
Prunus kotschyi är en rosväxtart som först beskrevs av Pierre Edmond Boissier och Hohen., och fick sitt nu gällande namn av Robert Desmond Meikle. Prunus kotschyi ingår i släktet prunusar, och familjen rosväxter. Inga underarter finns listade i Catalogue of Life.